# QLZ-04
Súng phóng lựu tự động Type 04 (QLZ-04) là một loại súng phóng lựu nạp đạn bằng băng cỡ 35x32SR mm của quân đội Trung Quốc, nó được phát triển để thay thế cho QLZ-87. Súng phóng lựu QLZ-04 có thể gắn trên xe cơ giới.